# Hell – Gefangene des Jenseits
Hell – Gefangene des Jenseits (Thai: นรก, Narok) ist ein thailändischer Horrorfilm mit Mystery-Elementen aus dem Jahr 2005. Regie führte Tanit Jitnukul mit Unterstützung von Sathit Praditsarn und Teekayu Thamnitayakul.

## Handlung
Eine siebenköpfige Gruppe thailändischer Dokumentarfilmer kollidiert mit ihrem Minibus auf der Fahrt zum nächsten Drehort mit einem entgegenkommenden Lkw. Der betrunkene Fahrer des Lieferwagens stirbt noch am Unfallort, die unachtsamen Insassen des Kleinbusses werden hingegen schwer verletzt ins nächste Krankenhaus eingeliefert, wo sie als Komapatienten auf die Intensivstation gelangen. Die behandelnden Ärzte kämpfen um das Leben der Unfallopfer, die Seelen der Verunglückten wandern unbemerkt in die buddhistische Hölle hinab; allerdings werden die „Sünder“ noch gar nicht erwartet.
Wenig später erwachen die sechs jungen Leute und ihr älterer Onkel in einer öden und fremden Landschaft. Dämonische Wesen und Folterknechte beherrschen diese Welt. Sie quälen, misshandeln und verstümmeln fast pausenlos abertausende „Sünderscharen“ mit einer ungeahnten Brutalität, die sich in expliziter und detaillierter Gewaltanwendung darstellt. Die Verwunderung ist zunächst groß, da alle Beteiligten zu Lebzeiten eigene kleine Geheimnisse hatten und ein schlechtes Karma ansammeln. Der egoistische Chot betrügt beispielsweise seine schwangere Freundin Ja mit der Produktionshelferin Kim, und der Onkel ist ein alkoholkranker Tyrann. Lediglich der junge, selbstlose Art scheint frei von Schuld zu sein.
Nach anfänglichen Schock wird ihnen bewusst, dass sie in der Hölle sind, obwohl sie noch nicht das Zeitliche gesegnet haben. Dennoch will der Herrscher der Hölle die Anwesenden nicht gehen lassen – der Tod von Kim und Art ist nicht vorhergesehen, sie dürfen die Hölle verlassen – während die anderen für ihre irdische Verfehlungen büßen sollen. Der rebellische Art, der offensichtlich Gefühle für die schwangere Ja hegt, will sich jedoch nicht kampflos dem Schicksal fügen, obwohl er dem unwirtlichen Ort entfliehen könnte. Verfolgt von höllischen Heerscharen befreit er zunächst seine Gefährten, um sich mit ihnen gemeinsam zum Ausgang der Unterwelt, in den sogenannten „Warteraum“ zu machen.
Die Gruppe wird auf ihrer Flucht stark dezimiert. Nach einiger Mühe gelingt ihnen schließlich die Flucht. Letztlich überleben lediglich Art, Ja und Aon.

## Kritiken
Das Lexikon des internationalen Films schrieb, der Film sei ein „klamaukiger Gewalt-Trash“. Das „Billig-Remake von Nobuo Nakagawas Klassiker "Hell" (1960)“ setzte sich „nicht pseudophilosophisch mit den verschiedenen Kreisen der buddhistischen Hölle auseinander“, sondern platziere „Stationen zur Zurschaustellung von Folterexzessen“.